# Charlie Barnett
Charlie Barnett   (Bluefield, 23 de setembre de 1954 - Nova York, 16 de març de 1996) fou un actor i comediant afroamericà.
Barnett va néixer a Bluefield, Virgínia de l'est, Estats Units. Va aparèixer en pel·lícules i televisió. Al film D.C. Cab del 1983 feu el paper de Tyrone. Recorrentment feu el paper de Neville 'Noogie' Lamont a la sèrie televisiva Miami Vice. Durant els '80 Barnett també actuà en comèdies a Nova York, més notablement al Washington Square Park.
La seva última participació en un film fou a la pel·lícula They Bite del 1996. Va morir aquell mateix any del SIDA.